# Roca Redonda
Roca Redonda – płaska, stroma wysepka położona około 25 km na północny zachód od wyspy Isabela, na Galapagos w Ekwadorze. Mierzy 100 metrów długości i 50 szerokości z maksymalną wysokością dochodzącą 67 metrów. Izolacja i niedostępność w połączeniu ze skalistymi klifami pełnymi szczelin i poprzecinanymi wąwozami sprawiły, że Roca Redonda stała się rajem dla gniazdujących ptaków morskich.
Ta mała wyspa wulkaniczna jest pozostałością po dużym wulkanie tarczowym, który w znacznym stopniu uległ erozji poniżej poziomu morza. Datowanie metodą potasowo-argonową Roca Redonda wskazuje, że wysepka ma co najmniej 53.000 +/- 54.000 lat. Nie wiadomo jednak, kiedy nastąpiła ostatnia erupcja z wulkanu tarczowego. Kilka płytkich podmorskich fumaroli istnieje wokół wyspy i może wskazywać, że wulkan jest nadal aktywny.